# Hans Wagner (Historiker)
Hans Wagner (* 22. November 1921 in Graz; † 24. Februar 1990 in Salzburg) war ein österreichischer Historiker.

## Leben
Er studierte in München und Wien Germanistik, Anglistik und Geschichte. In Wien besuchte er den 44. Ausbildungskurs am Institut für Österreichische Geschichtsforschung. Nach einer mehrjährigen Tätigkeit für die burgenländische Landesregierung (Urkundenbuch des Burgenlandes) trat Wagner 1953 ins Österreichische Staatsarchiv ein. Bei Alphons Lhotsky habilitierte er sich 1961 an der philosophischen Fakultät der Universität Wien. Ab 1966 lehrte er als Professor für Österreichische Geschichte an der Universität Salzburg.

## Schriften (Auswahl)
- Urkundenfälschungen im Burgenland und in den angrenzenden westungarischen Gebieten bis zum Ende der Regierungszeit König Bélas IV. (= Burgenländische Forschungen. H. 23). Eisenstadt 1953, OCLC 906872439.
- Die Aufklärung im Erzstift Salzburg. Antrittsvorlesung. Salzburg 1968, OCLC 614046505.
- als Herausgeber mit Heinrich Koller: Alphons Lhotsky: Aus dem Nachlass. Mit Werkverzeichnis und Register. München 1976, ISBN 3-486-47971-7.
- als Herausgeber mit Éva H. Balázs, Ludwig Hammermayer und Jerzy Wojtowicz: Beförderer der Aufklärung in Mittel- und Osteuropa. Freimaurer, Gesellschaften und Clubs. Berlin 1979, ISBN 3-921515-04-1.